# Teatre Nacional (Oslo)
El Teatre Nacional d'Oslo (Nationaltheatret en noruec) és un dels llocs més grans i destacats de Noruega per a representacions d'arts dramàtiques.

## Història
El teatre va tenir la seva primera actuació l'1 de setembre de 1899, però pot remuntar els seus orígens al Teatre Christiania, que va ser fundat el 1829. Hi va haver tres actuacions oficials d'obertura, els dies posteriors de setembre: primer, peces seleccionades de Ludvig Holberg, després Un enemic del poble de Henrik Ibsen, i el tercer dia Sigurd Jorsalfar de Bjørnstjerne Bjørnson.
El Teatre Nacional es va fundar com una institució privada i va aguantar diverses crisis financeres fins al 1929, quan el govern noruec va començar a oferir-li un suport modest. Alguns noruecs famosos han exercit com a directors artístics del teatre, però Vilhelm Krag, que se'n va fer càrrec el 1911, s'acredita que va portar el teatre a la seva "edat daurada".

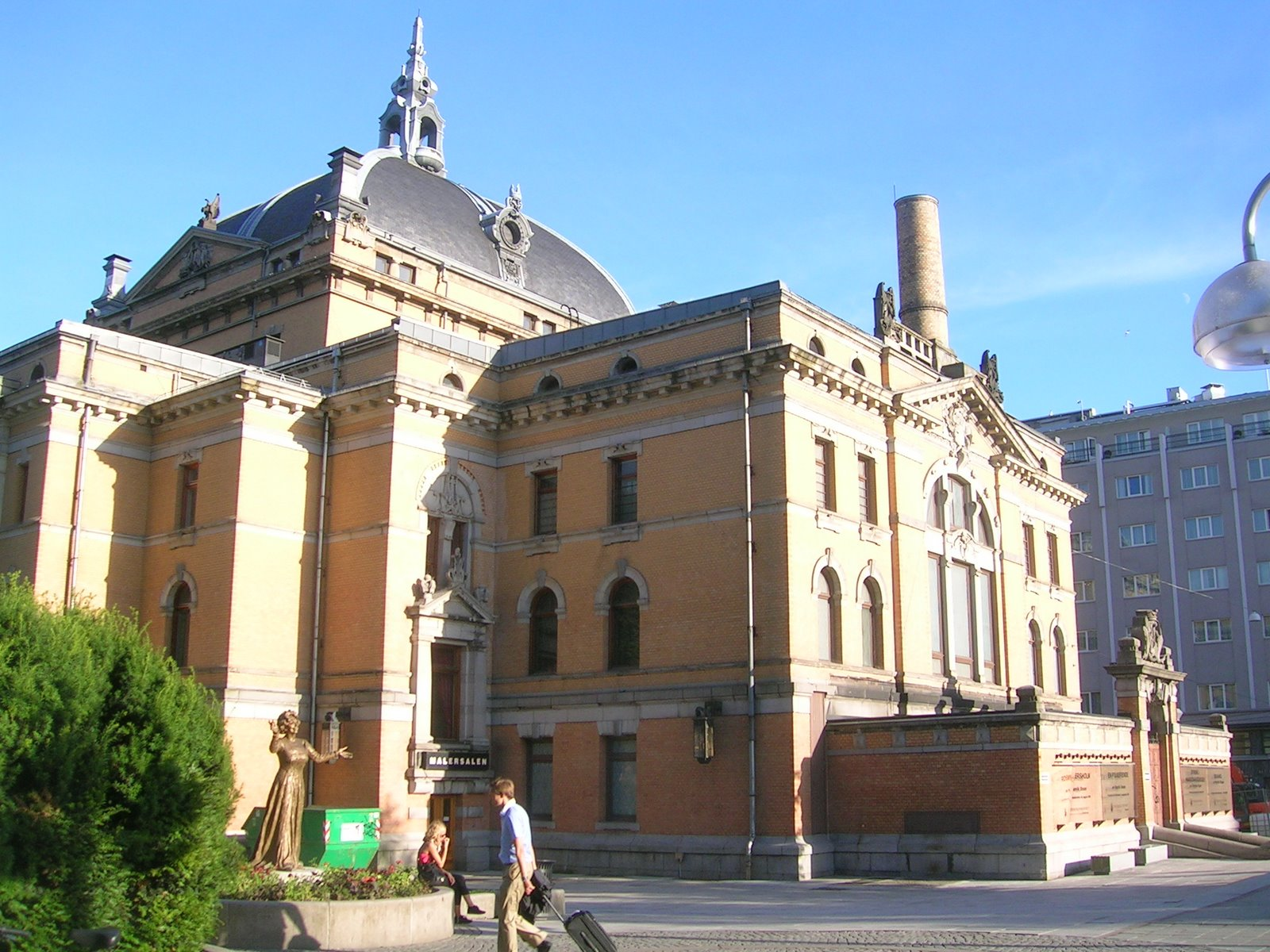
Vista posterior

El teatre es considera sovint la llar de les obres d'Ibsen, i la majoria de les seves obres s'hi han representat. Destaca també l'obra infantil de Nadal Viatge a l'estrella de Nadal (Reisen til Julestjernen), escrita pel director financer del teatre Sverre Brandt (1880–1962) i representada per primera vegada el 1924.
L'edifici principal està situat entre el Palau Reial d'Oslo i el Parlament de Noruega. Està servit per les estacions de metro de National Theatre Station i National Theatre. Va ser dissenyat per l'arquitecte Henrik Bull (1864–1953).
L'organització del teatre gestiona quatre escenaris: l'escenari principal (Hovedscenen), l'amfiteatre (Amfiscenen) i el Saló de Pintura (Malersalen) dins de l'edifici principal. El quart és el Teatre Torshov (Torshovteatret) al districte de Torshov d'Oslo.